# Orangen vor ihrem Fenster
Orangen vor ihrem Fenster ist ein Buch von Jürg Federspiel. Es erschien erstmals 1977 im Verlag Volk und Welt.

## Inhalt
Orangen vor ihrem Fenster ist eine Sammlung von neun Kurzgeschichten sowie einer von Ingeborg Quaas verfassten Nachbemerkung. Es ist eine für die DDR lizenzierte Anthologie. Die Geschichten Der Anhalter und Orangen vor ihrem Fenster wurden dem Buch Orangen und Tode entnommen, Das gelobte Dorf, In den Wäldern des Herzens, Der Überlebende und Der Dynamitero der Anthologie Der Mann, der Glück brachte, und Hitlers Tochter und Paratuga GmbH stammen aus dem Buch Paratuga kehrt zurück.

### Der Anhalter
Ein Anhalter wandert an einer Schweizer Passstrasse in der glühenden Mittagssonne entlang. In der Hitze bekommt er Wahnvorstellungen und träumt, ein Auto, das er anhalten wollte, habe ihn überfahren. Als schliesslich ein Auto anhält und ihn der Fahrer fragt, ob er ihn mitnehmen solle, läuft der Anhalter trotzig davon.

### Orangen vor ihrem Fenster
Während des Zweiten Weltkriegs versteckt sich ein desertierter Wehrmachtssoldat in einem französischen Dorf. Eine Bewohnerin signalisiert ihm mit Orangen im Fenster, dass keine Gefahr in Sicht ist. Wenn Gefahr droht, nimmt sie diese weg. Als das Dorf von französischen Soldaten und den Amerikanern eingenommen wird, ist die Bewohnerin verschwunden und der Deserteur wird gelyncht.

### Das gelobte Dorf
Die Geschichte besteht aus zwei Handlungssträngen: Einer spielt zur Zeit der Schlacht von Austerlitz, in dem ein fliehender Husar den zugefrorenen Bodensee überquert und Unterschlupf bei Bauern sucht, um nach Barangain zu gelangen, welches aber nicht mehr existiert. Der andere Handlungsstrang spielt im Frankreich während der deutschen Besatzung. Der Jude Wyler versucht mit seiner Tochter aus Paris zu fliehen und die Schweizer Grenze zu erreichen, wird dabei aber von der Polizei ertappt.

### In den Wäldern des Herzens
Baldach ist ein studierter Architekt und leidenschaftlicher Photograph. Sein Traum war es, etwas auf der Welt zurückzulassen. Als er Franz Strau aus einem zugefrorenen Weiher befreit, bekommt er eine Lebensrettermedaille. Baldachs Beerdigung verläuft sehr schlicht, als es aber darum geht Baldach die Lebensrettermedaille auf den Sarg zu legen, entbrennt ein Streit. Es stellt sich heraus, dass er ihn selbst provoziert hat.

### Der Überlebende
Ein alter Herr, de Raffenried, sitzt in der Badewanne und bittet eine Frau, Agnes, ihm im Badezimmer vorzulesen. Dabei erinnert er sich an einen Schiffsuntergang, den er als Kapitän miterlebt hat.

### Der Dynamitero
Die Geschichte handelt von Guyan, einem Bombenleger im Spanischen Bürgerkrieg. Dieser lebt nun als Wilderer und Kaninchenzüchter in der Schweiz. Als auf einer Wanderung sich ein Schüler in einer Sprengbombe verheddert, bittet der Lehrer ihn um Hilfe.

### Die Wespen
Bei einem literarischen Wettbewerb schreibt ein Teilnehmer eine spannende Geschichte über eine Gruppe von Wanderern, von denen einer nach einem Wespenangriff stirbt. Das Publikum ist begeistert.

### Hitlers Tochter
Die Geschichte spielt in einer chinesischen Wäscherei in New York. Federspiels fiktiver Halbfreund Paratuga stellt diesem Emily, eine Papeterieverkäuferin als ‚Hitlers Tochter‘ vor. Als Federspiel Emily interviewt, erklärt sie ihm, dass das Zusammentreffen ihrer zukünftigen Eltern indirekt Hitler geschuldet war.

### Paratuga GmbH
In einem dramatischen Text unterhält sich die fiktive Figur Paratuga mit einem Herrn Heim über Themen aus der Boulevardpresse. Kurz danach stirbt ein Sohn Heims.Paratuga, Guyan und Anna, eine Verwandte des Toten, treffen sich in einem Hotelzimmer. „Paratuga: Das Volk will Fußball, Kreuzworträtsel oder Krieg. Deshalb ist jede Politik richtig. Anna: Warum ist mir der Tod meines Schwagers so gleichgültig? Paratuga: Miserabler Autofahrer.“

### Ausgaben
- Jürg Federspiel: Orangen vor ihrem Fenster. Volk und Welt, Berlin 1977 (Erstausgabe).